# 인천미송초등학교
인천미송초등학교는 대한민국 인천광역시 연수구에 있는 공립 초등학교이다.

## 연혁
- 2019년 3월 1일 : 개교